# Tarchetios
Tarchetios – w mitologii rzymskiej etruski król Alba Longi, bohater jednego z wariantów legendy o założeniu Rzymu.
Pewnego dnia w pałacu Tarchetiosa pojawił się wyrastający z ziemi fallus. Król poradził się wyroczni bogini Tetys, która orzekła, że dziewica, która połączy się z tym fallusem, wyda na świat syna, który zdobędzie wielką chwałę. Tarchetios polecił wypełnić instrukcję bogini swojej córce. Ta zawstydzona nie spełniła polecenia i wysłała zamiast siebie jedną ze swoich służek. Gdy władca poznał prawdę zamierzał obydwie zgładzić, powstrzymany jednak przez objawiony mu we śnie głos bogini Westy uwięził je i nakazał im prząść. Kobiety miały odzyskać wolność po ukończeniu pracy, lecz w nocy na polecenie króla służące pruły tkaninę, tak że robota trwała w nieskończoność. Gdy po pewnym czasie zapłodniona przez fallusa służka wydała na świat bliźnięta, Tarchetios rozkazał swojemu służącemu Teratiosowi je zgładzić. Ten, zdjęty litością, porzucił dzieci nad brzegiem rzeki, gdzie wykarmiła je wilczyca. Gdy chłopcy podrośli, obalili Tarchetiosa i pozbawili go życia.